# جشن حافظ
جایزه حافظ یک مراسم اعطای جوایز سالانه است که با تقدیر از دستاوردهای سینمایی در سینمای ایران و دستاوردهای تلویزیونی در تلویزیون ایران برگزار می‌شود. اولین دوره جوایز حافظ، در ۱۳۷۶، توسط مجله دنیای تصویر برگزار شد و همین دلیل باعث شد که این مراسم به عنوان جایزه دنیای تصویر نیز شناخته شود. این تنها مراسم غیردولتی در میان جشنواره‌ها و جوایز سینمایی است که در ایران برگزار می‌شود.

## آغاز

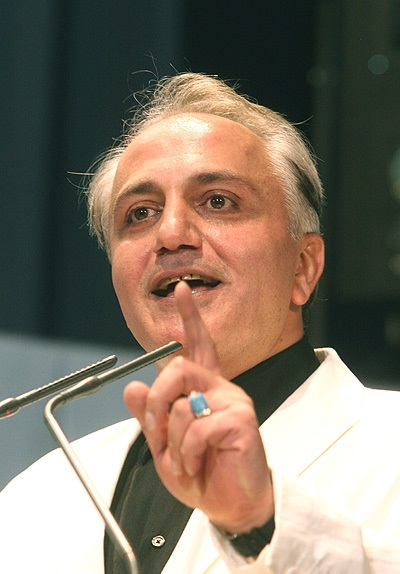
مرحوم علی معلم در دهمین جشنواره دنیای تصویر

علی معلم، بنیان‌گذار و سردبیر قبلی دنیای تصویر، این جایزه را در اواسط دهه ۷۰ هنگامی که سینمای ایران تحت تسلط دولت سنگین بود، ایجاد کرد. او با دیدن حضور و موفقیت سینمای ایران در جشنواره‌های بین‌المللی فیلم، برای ایجاد احترام از فیلمسازان بدون ملاحظات سیاسی و همچنین ایجاد ارتباط بین ستارگان فیلم و مردم، به ایجاد یک جایزه فیلم مستقل فکر کرد. البته پیش از آن ماهنامه فیلم اولین جشن سینمایی غیردولتی را برگزار می‌کرد اما در سال ۱۳۷۳ به یکبار جلوی برگزاری آن گرفته شد. آن مراسم چند دوره در سینما آزادی سابق برگزار شد. نخستین دوره جشنواره حافظ در ۱۳۷۶ با عنوان «حافظ» که تأثیر گرفته از شاعر بزرگ ایرانی خواجه شمسُ الدّینْ محمّدِ بن بهاءُالدّینْ محمّدْ حافظِ شیرازی برگزار شد. این جایزه یک مجسمه نگارشی است که شبیه به فرم نوشتاری فارسی کلمه «حافظ» است. از سال ۱۳۹۵، شانزده مراسم جوایز حافظ در طی این سال‌ها برگزار شده است.

## تاریخچه برگزاری
- در زیر اضافه شدن یا حذف شدن برخی از برنامه‌ها و بخش‌ها و رخدادهای صورت گرفته را مشاهده می‌کنید:
- دورهٔ اول (۱۳۷۶)
- دورهٔ دوم(۱۳۷۷)
- دورهٔ سوم(۱۳۷۸)
- دورهٔ چهارم (۱۳۷۹) - از ۲۰ بازیگر برگزیده سینمای ایران در بیست سال اخیر (۱۳۷۹–۱۳۵۹) تجلیل شد.
- دورهٔ پنجم (۱۳۸۰)
- دورهٔ ششم (۱۳۸۱) - آثار تلویزیونی به رقابت اضافه شدند.
- دورهٔ هفتم (۱۳۸۲) - جایزه بهترین چهره تلویزیونی اضافه شد.
- دورهٔ هشتم (۱۳۸۴)
- دورهٔ نهم (۱۳۸۶) - جایزه بهترین چهره تلویزیونی حذف شد و تا ۹ سال، جایزه‌ای اهدا نشد و از این دوره، جایزه بهترین خواننده تیتراژ فیلم و سریال نیز اضافه شد.
- دورهٔ دهم
- دورهٔ یازدهم
- دورهٔ دوازدهم - جوایز بهترین تدوین، بهترین طراحی صحنه و لباس، بهترین چهره‌پردازی و بهترین صدا با یکدیگر ادغام شده و به عنوان جایزه بهترین دستاورد فنی و هنری اهدا می‌شود. همچنین آثار شبکه نمایش خانگی نیز به رقابت اضافه تلویزیونی اضافه شدند.
- دوره سیزدهم
- دورهٔ چهاردهم
- دورهٔ پانزدهم - جایزه بهترین چهره تلویزیونی پس از ۹ سال بازگشت.
- دورهٔ شانزدهم
- دورهٔ هفدهم - جایزه بهترین تدوین از جوایز بهترین دستاورد فنی و هنری جدا و به به‌صورت مستقل اهدا می‌شود.
- دورهٔ هجدهم
- دورهٔ نوزدهم
- دورهٔ بیستم
- دورهٔ بیست‌و‌یکم
- دورهٔ بیست‌و‌دوم
- دورهٔ بیست‌و‌سوم (۱۴۰۳)

## جوایز
برندگان توسط هیئت داوران ۹ نفره از جمله نویسندگان و منتقدان دنیای تصویر انتخاب می‌شوند. نامزدها از میان فیلم‌ها و مجموعه‌های تلویزیونی که در یک سال گذشته پخش شده است انتخاب می‌شوند.
جوایز این مراسم ۲۳ مجسمه و یک مدال به شرح زیر است:

### جوایز تلویزیونی
- بهترین کارگردانی تلویزیونی
- بهترین مجموعه تلویزیونی
- بهترین فیلمنامه تلویزیونی
- بهترین بازیگر زن درام تلویزیونی
- بهترین بازیگر مرد درام تلویزیونی
- بهترین بازیگر زن کمدی تلویزیونی
- بهترین بازیگر مرد کمدی تلویزیونی
- بهترین چهره تلویزیونی

### جوایز سینمایی
- بهترین فیلم
- بهترین گارگردانی
- بهترین بازیگر مرد (دو جایزه)
- بهترین بازیگر زن (دو جایزه)
- بهترین موسیقی متن
- بهترین تدوین
- بهترین فیلم‌برداری
- نشان عباس کیارستمی
- بهترین مستند
- بهترین فیلم کوتاه
- بهترین ترانه تیتراژ فیلم یا سریال
- بهترین دستاورد فنی و هنری
- جایزه ویژه هیئت داوران
- جایزه ویژه یک عمر فعالیت هنری

## رکوردداران
- رکورد بیشترین تندیس حافظ بهترین مجموعه تلویزیونی: مهران مدیری ۳ بار
- رکورد بیشترین تندیس حافظ بهترین کارگردانی تلویزیونی: مهدی فخیم‌زاده و حسن فتحی ۲ بار
- رکورد بیشترین تندیس حافظ بهترین فیلمنامه تلویزیونی: حسن فتحی، پیمان قاسم‌خانی، علیرضا نادری و محسن تنابنده ۲ بار
- رکورد بیشترین تندیس حافظ بهترین چهره تلویزیونی: مهران مدیری ۴ بار